# Ibn Miskawayh
Abu Ali Amade ibne Maomé ibne Iacube ibne Miskawayh, (em persa: ابن مسكوويه) também conhecido como ibn Miskawayh (Ray, 932-1030) foi um proeminente filósofo e cientista, poeta e historiador, persa. Atuou politicamente durante a era buída.
Sua influência sobre a filosofia islâmica está relacionada principalmente às questões éticas. Foi autor do primeiro tratado ético desta religião, intitulado Tadhib al-akhlaq (Instruções Éticas), focalizando as práticas éticas, a conduta e o melhoramento do caráter. Separou a ética pessoal da pública, e contrastou a libertação natural da razão com a decepção e a tentação da natureza.

## Evolução
Ibn Miskawayh foi um dos primeiros pensadores que descreveu com clareza a ideia de evolução. Muhammad Hamidullah descreve as idéias de Ibn Miskawayh em seu al-Fawz al-Asghar da seguinte forma:
"(Este livro) estabelece que Deus primeiro criou a matéria e a investiu com energia para que desenvolvesse. A matéria, assim, adotou a forma de vapor, que assumiu a forma de água no seu devido tempo. No estágio seguinte desenvolveu-se a vida mineral. Tipos diversos de pedras surgiram no curso do tempo. O mirjan (coral) é a forma mais evoluída delas. É uma pedra que se ramifica como uma árvore. Depois da vida mineral, evoluíram os vegetais. A evolução vegetal culminou com uma planta que possui as qualidades de um animal. Esta é a tamareira. Ela possui os gêneros masculino e feminino. Ela não murcha quando seus ramos são cortados, mas morre quando sua cabeça for cortada. A tamareira é considerada a mais elevada das árvores e se assemelha ao mais ínfimo dos animais. Então surge o mais baixo dos animais. Este evolui até um macaco. Isto não é uma declaração de Darwin. Isto é o que afirmou Ibn Maskawayh e foi precisamente escrito nas Epístolas de Ikhwan al-Safa. O pensador muçulmano declarou então que o macaco evoluiu até o mais baixo tipo humano bárbaro. Então, tornou-se um homem superior. O homem torna-se, então, um santo, um profeta. Ele evolui para uma etapa mais alta e se torna um anjo. O mais evoluído dos anjos não é realmente nada, mas Deus. Tudo começa d'Ele, e tudo volta a Ele".
O manuscrito árabe de al-Fawz al-Asghar estava disponível nas universidades europeias antes do século XIX. Acredita-se que esta obra tenha sido apreciada por Charles Darwin, quando estudou árabe, e cogita-se que o tenha influenciado na elaboração do Darwinismo.